# 马来西亚独立日
马来亚联合邦独立日（馬來語：英語：），为马来亚联合邦国庆日，定于每年8月31日，为纪念马来亚联合邦在第一任首相东姑阿都拉曼及其团队前往英国伦敦的谈判争取于1957年8月31日宣布独立而设立的节日，但是其後新加坡又再度於1965年8月9日脫離馬來亞聯合邦而獨立。

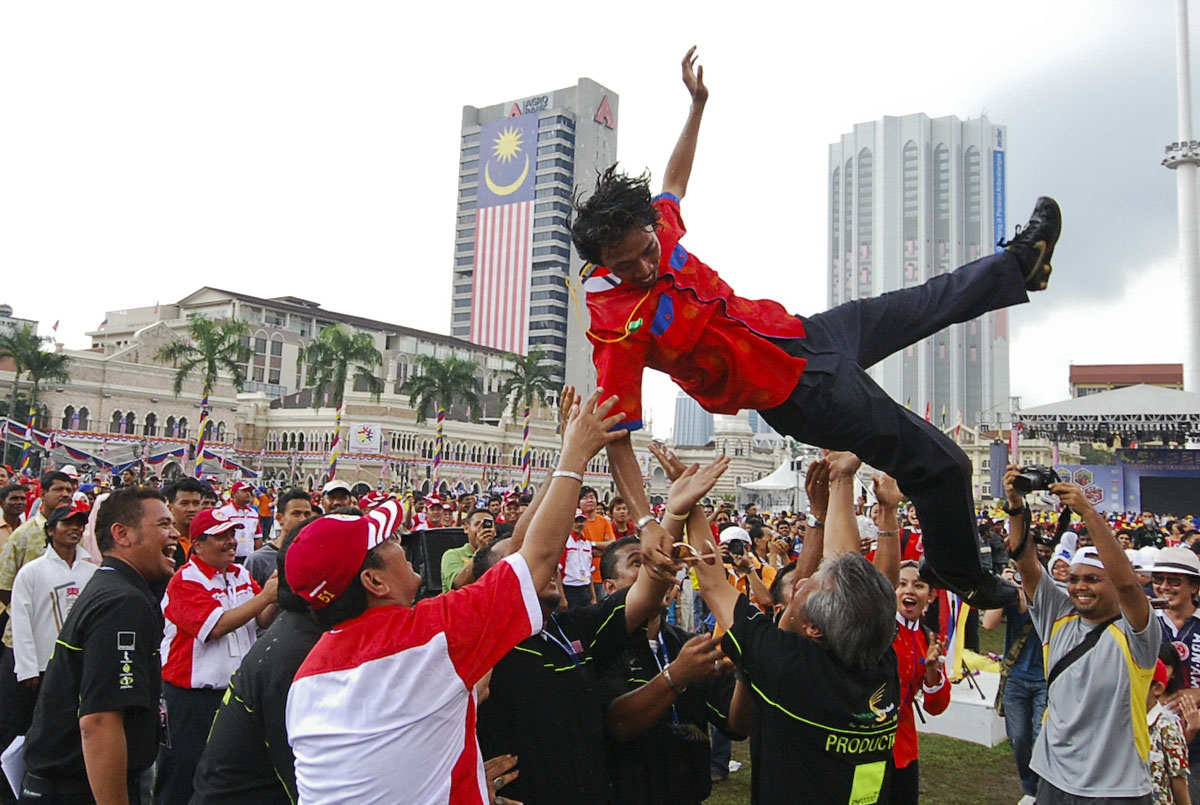
图为民众于2008年在吉隆坡独立广场庆祝国庆日。

## 独立历史
1946年，英国把新加坡从马来亚划分而出，成为直辖殖民地，同时宣布一个组织马来亚联邦的计划。但事与愿违，该项计划因削弱马来统治者的地位，且将公民权赋予华人与其他少数民族而遭马来人强烈反对。面对马来族怨声载道，英国最终放弃平等公民权计划，在1946年6月成立马来亚联邦后便于1948年正式解散，取而代之是1948年2月1日协议成立的马来亚联合邦，而当时的马来亚联合邦由英王委任高级专员所统治。
为了摆脱英国殖民统治以争取独立，巫统、马华公会与国大党三党组成联盟。1954年5月，东姑阿都拉曼率领敦拉萨和陈东海三人代表团联袂赴英国伦敦谈判民选自治政府事宜，随后于1955年7月27日的首届联合邦立法议会选举中，联盟成功赢得52席中的51席，在英国监管下组成自治政府议会。1956年1月18日至2月8日，首相东姑阿都拉曼率领代表团到英国谈判达成协议，英国政府同意让马来亚联合邦于1957年8月31日独立，并设立里德委员会草拟马来亚联合邦宪法。1956年2月20日，该代表团从英国伦敦返回马来亚，在马六甲怡力的英雄草场宣布独立日期。1957年5月9日，东姑阿都拉曼、敦阿都拉萨、翁毓麟及善班丹组成独立代表团再赴伦敦谈判独立事宜。

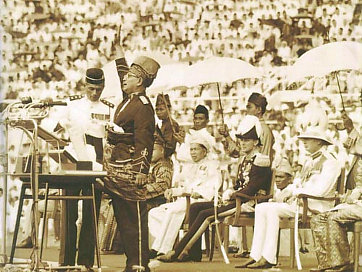
东姑阿都拉曼于1957年8月31日在默迪卡广场宣布马来亚独立

1957年8月31日午夜十二时，英国国旗正式降下，马来亚国旗徐徐升起。在马来统治者、英国女王代表格楼斯特与人民的见证下，东姑阿都拉曼在吉隆坡默迪卡体育场带领国人高喊7声“Merdeka”（意即独立），正式宣布马来亚联合邦独立。东姑阿都拉曼检阅300名联盟青年组成的仪仗队与各州属的12个联盟代表。而联盟代表沙顿氏为东姑挂上花环，并尊称他为“独立之父”。
马来西亚成立后，延续将8月31日定为马来西亚的国庆日。每年在此普天同庆的日子，马来西亚国庆日皆以热闹的方式庆祝，以感谢抗战英雄奋力保卫国土。
2018年8月31日是马来西亚61周年国庆日，也是希望联盟在2018年马来西亚大选胜出上台后的首次国庆日。首相马哈迪·莫哈末发表国庆献词时指此次国庆日是马来西亚“再次建国”，也可说是“再次独立”。
2019年8月21日，为庆祝即将到来的独立日，TGV电影院宣布将于8月24日至9月16日在选定地点播映已故传奇巨星比·南利的五部经典电影。

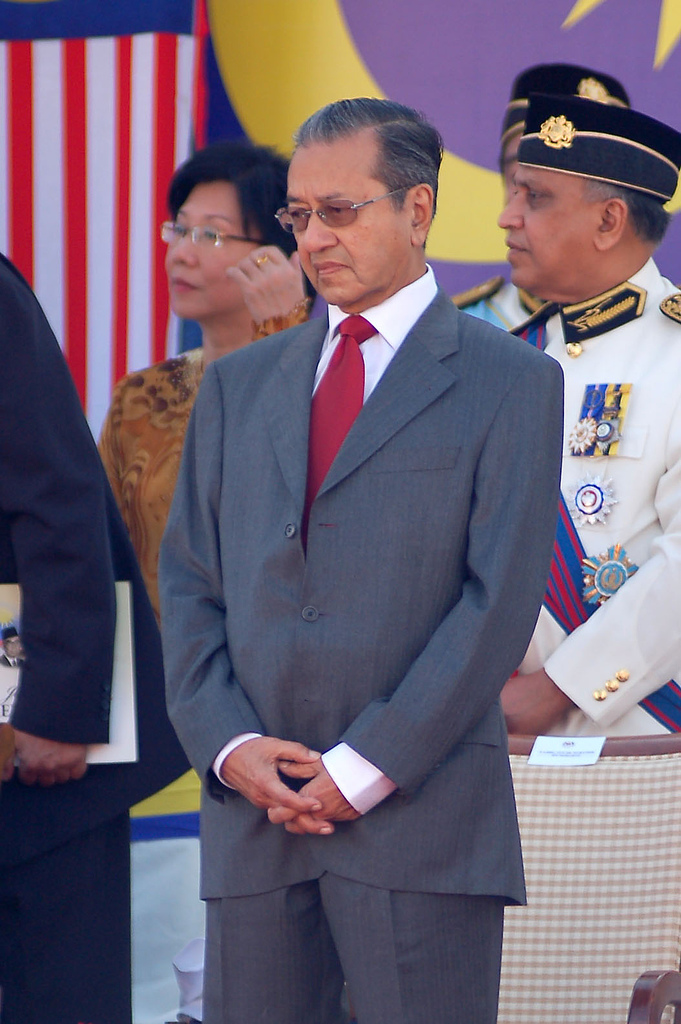
2007年前首相马哈迪·莫哈末出席国庆日庆典

## 争议事件
- 2011年，該年国庆日，时任首相纳吉·阿都拉萨在当天前往澳大利亚度假。由于过去几任首相都不曾在国庆日期间出国度假，因此纳吉遭反对党民主行动党嘲讽“创下了国际的记录”[8]。

- 2024年，該年国庆日，时任安华政府不邀约前首相马哈迪·莫哈末出席布城国庆庆典引起非议，政府被指责违背国家原则的第五项「礼貌和道德」，被视为是对马来西亚文化的道德和礼仪的公然无视[9]。马来西亚弘德体育总会狮艺总监萧斐弘与通讯部副部长张念群共同向媒体宣称今次国庆庆典首次有舞龙舞狮表演[10][11]。随后马来西亚新闻媒体驳斥该宣传，指出大马舞狮文化从1975年就曾融入部分州属的国庆庆典，更在2007年国庆日出现在默迪卡体育场举行的国庆晚会[12]。对于庆典上使用非国语的评价有两种截然不同的声音。部分国人认为，今年的国庆活动首次加入华语歌曲，这是一个难得的进步；而有些国人则质疑活动中出现的“欢迎光临”中文字样，担心这是否依然符合马来西亚的身份[13]。TikTok一则庆典上出现中文「这是马来西亚的国庆还是中国的国庆」的则文引起质疑声浪，通讯部指责这是不明理的有心人士故意炒作，并指出庆典上除了中文和淡米尔也有使用国文[14]。华族、淡米尔色彩出现在国庆引起了土团党青年团关于「新殖民」的争议[15]。马华公会柔佛州宣传局主任陈贤绮对于出现的中文歌曲却使用中国的创作歌曲，而不是本地华文创作歌曲表示遗憾[16]。有观点批评一些人在国庆日拿著其他國家的國旗，亞沙國會議員謝琪清强调，身为大馬公民，就應該不分種族和宗教背景，手上拿的就只是大馬國旗[17]。武吉加里尔国家体育场在一场足球比赛开始前，当国歌奏响时升起了一面巴勒斯坦国旗的巨幅画引起争议[18]。通讯部还驳斥了社交媒体一则帖文声称国庆庆典上悬挂巴勒斯坦国旗的争议是假新闻，强调那是马来西亚武装部队旗帜[19]。

## 宪法条文
根据宪法第160条第2款规定，馬來亞的独立日是1957年8月31日，马来西亚联邦成立日1963年9月16日。
|                                    | 所称之独立日，指1957年8月31日。 |
| ——《马来西亚联邦宪法》第160条第2款 |                                 |

## 主题
| 年份      | 主题                             |
| --------- | -------------------------------- |
| 1970      | 亲善与团结                       |
| 1971      | 进步的社会                       |
| 1972      | 公平的社会                       |
| 1973      | 马来西亚文化社会                 |
| 1974      | 科技是团结之基                   |
| 1975      | 自立的社会                       |
| 1976      | 人民的韧性                       |
| 1977      | 团结为进步                       |
| 1978      | 文化艺术的团结                   |
| 1979      | 团结与纪律                       |
| 1980      | 纪律与奉献                       |
| 1981      | 纪律与和谐                       |
| 1982      | 纪律求进步                       |
| 1983      | 共同迈向先进                     |
| 1984      | 信用为成功基础                   |
| 1985      | 民族主义为团结核心               |
| 1986      | 民族坚定国家强盛                 |
| 1987      | 忠心团结致力进步                 |
| 1988-1989 | 团结                             |
| 1990      | 成功                             |
| 1991      | 2020年宏愿                       |
| 1992      | 宏愿是进步的基石                 |
| 1993      | 团结迈向宏愿                     |
| 1994      | 美德达成宏愿                     |
| 1995      | 高尚品德为宏愿动力               |
| 1996      | 文化决定成功                     |
| 1997      | 品德高尚社会成功                 |
| 1998      | 我们的国家 我们的责任            |
| 1999      | 共同迈向新世纪                   |
| 2000-2006 | 因为您马来西亚                   |
| 2007      | 辉煌马来西亚                     |
| 2008      | 团结，成功的基石                 |
| 2009      | 一个马来西亚，以民为本，绩效为先 |
| 2010      | 一个马来西亚，促进转型           |
| 2011      | 一个马来西亚，转型成功，人民有福 |
| 2012      | 一个马来西亚，一诺千金           |
| 2013      | 马来西亚我的祖国，我生长的地方   |
| 2014      | 马来西亚⋯ 爱的诞生地             |
| 2015-2016 | 同心一意                         |
| 2017      | 我的国家同心一意                 |
| 2018      | 愛我馬來西亞                     |
| 2019      | 爱我国家，廉洁大马               |
| 2020-2021 | 關懷馬來西亞                     |
| 2022      | 大馬一家，堅定同在               |
| 2023      | 昌明大馬：堅定團結，滿懷希望     |
| 2024      | 昌明大馬：獨立精神               |
| 2025      | 昌明大馬：与民同在               |

## 爱国歌曲
《8月31日》是一首马来语爱国歌曲，由阿末西比词曲及原唱、拿督苏迪曼翻唱，描述国庆日是普天同庆的大日子。 这首歌曲是苏迪曼的代表作品之一，至今依然广为流行，并被多位歌手翻唱。

## 国旗歌
《辉煌条纹》是一首歌颂马来西亚国旗的爱国歌曲，也是每年8月31日举行国庆日演奏的国旗歌，歌词描述国旗的象征意义，代表马来西亚子民的奉献和骄傲。这首歌曲由词曲作家托尼·丰塞卡（Tony Fonseka）于1957年创作，默迪卡合唱团（Merdeka Choir）演唱，宝石唱片（Ruby Record Industries）发行，收录在《马来亚之音系列》（Music of Malaya Series）的首张唱片，编号RE-7201。

### 网址
1. ↑  . 人民日报. 2003-08-01  [2017-08-28]. （原始内容存档于2019-07-30）.
2. ↑  . 真相网. 2014-09-15  [2017-08-28]. （原始内容存档于2017-08-28）.
3. ↑  张三成. . 马来西亚《光华日报》. 2015-10-14  [2017-08-28]. （原始内容存档于2017-08-28） （中文）.
4. ↑  . 马来西亚《中国报》. 2015-08-30  [2017-08-28]. （原始内容存档于2019-06-15）.
5. ↑  苏俊翔, 文 /. . 早报. 2018-08-31  [2020-12-11]. （原始内容存档于2018-08-31） （中文（简体））.
6. ↑  . 早报. 2018-09-01  [2021-01-13]. （原始内容存档于2021-01-14） （英语）.
7. ↑  Alhamzah, Tahir. . NST Online. 2019-08-21. （原始内容存档于2024-03-02） （英语）.
8. ↑  . Malaysiakini. 2011-09-04  [2021-07-17]. （原始内容存档于2022-05-30） （中文）.
9. ↑  . MalaysiaNow. 2024-09-03. （原始内容存档于2024-12-17） （英语）.
10. ↑  . 星洲网 Sin Chew Daily Malaysia Latest News and Headlines. 2024-08-30. （原始内容存档于2024-11-20） （中文（中国大陆））.
11. ↑  . 星洲网 Sin Chew Daily Malaysia Latest News and Headlines. 2024-08-31. （原始内容存档于2024-09-03） （中文（中国大陆））.
12. ↑  . www.988.com.my. 2024-09-02. （原始内容存档于2024-12-18） （美国英语）.
13. ↑  . 東方網 馬來西亞東方日報. 2024-09-03. （原始内容存档于2024-12-16） （中文（简体））.
14. ↑  . www.enanyang.my. 2024-09-02. （原始内容存档于2024-10-05） （中文（简体））.
15. ↑  . 星洲网 Sin Chew Daily. 2024-09-03. （原始内容存档于2024-09-03） （中文）.
16. ↑  . 東方網 馬來西亞東方日報. 2024-09-02. （原始内容存档于2024-09-03） （中文（简体））.
17. ↑  . 光明日报. 2024-09-03. （原始内容存档于2024-12-16） （中文（臺灣））.
18. ↑  . www.themalaysianinsight.com.   [2024-09-03]. （原始内容存档于2024-12-16） （中文）.
19. ↑  . Malaysiakini. 2024-09-02. （原始内容存档于2024-11-27）.
20. ↑   (PDF).   [2020-08-31].[]
21. 1 2 3 4 5 6 7 8 9 10 11 12 13 14 15 16 17 18 19 20 21 22 23 24 25 26 27 28 29 30 31 32 33 34  . 马来西亚《星洲日报》. 2017-08-27  [2017-08-28]. （原始内容存档于2019-06-07）.
22. ↑  . www.sinchew.com.my.   [2019-08-31]. （原始内容存档于2021-02-01）.
23. ↑  . Metro Ahad. 2020-09-01  [2021-10-08]. （原始内容存档于2021-10-08） –MYKMU.NET （马来语）.
24. ↑  Elrafaei Sapi. . Astro Gempak. 2018-09-07  [2021-10-08]. （原始内容存档于2022-07-25） （马来语）.
25. ↑  譚絡瑜. . 中国报. 2018-08-18  [2022-02-04]. （原始内容存档于2022-02-05） （中文）.
26. ↑  .   [2022-02-12]. （原始内容存档于2022-02-12） （英语）.

### 图书
1. Hashim Abdul Rahman, Rofidah Ahmad Badri, Rama Chendra. . Shah Alam, Selangor, Malaysia: Oxford Fajar Sdn.Bhd. April 2015: Pg.307-312. ISBN 9789834714758 （马来语）.[永久]
2. . Hup Lick Publishing (M) S/B.   [2023-01-05]. ISBN 9789673483563. （原始内容存档于2019-06-10） （中文）.
3. Abdul Rahman Haji Ismail, Azmi Arifin. . Penerbit USM. 2016  [2023-01-05]. ISBN 9789838619097. （原始内容存档于2022-06-19） （马来语）.